# Treksterkte (materiaal)

Treksterktemeting

- 1: Treksterkte σUTS
- 2: Vloeigrens σY
- 3: Breuk
- 4: Verstevigings-gebied
- 5: Insnoerings-gebied
- A: Nominale spanning (F/A0)
- B: Ware spanning (F/A)
- rood: Nominale curve
- blauw: Ware curve

De treksterkte {\textstyle (\sigma _{UTS})} van een materiaal is een maatstaf om de mechanische eigenschappen van een materiaal te classificeren. Als het materiaal tot de treksterkte komt, is het reeds sterk plastisch vervormd. Praktisch is de vloeigrens {\textstyle \sigma _{Y}} (soms ook de 0,2%-rekgrens of Rp 0,2) van veel meer belang.
De treksterkte is de maximale mechanische spanning die een materiaal bereikt, als het plastisch vervormd wordt, voordat insnoering optreedt. Voor de meeste staalsoorten vindt dit plaats na het vloeien van het materiaal - voorbij de vloeigrens, en voorbij de proportionaliteitsgrens - de grens tot waaraan de Wet van Hooke geldig is.
Als het materiaal deze spanning langdurig opgelegd krijgt, dan zal er breuk optreden. Grafisch is dit duidelijk te zien in het zogenaamde spanning-rekdiagram. De treksterkte geeft op deze manier ook aan waar insnoering begint, tenzij het materiaal zo bros is dat er geen insnoering plaatsvindt. Dan breekt het materiaal zodra de spanning gelijk is aan de treksterkte.
De eenheid van treksterkte is MPa (of psi) en kan variëren van 10 MPa en minder voor sommige polymeren tot meer dan 5000 MPa voor koolstofvezels.

## Treksterktes van enkele materialen
| Materiaal                          | Treksterkte (σUTS) (MPa) |
| ---------------------------------- | ------------------------ |
| Koolstofnanobuis                   | 62000                    |
| Aramide                            | 3620                     |
| Dyneema                            | 3200                     |
| Chroom-vanadiumstaal (AISI 6150)   | 940                      |
| Titanium-legering (6% Al, 4% V)    | 900                      |
| Roestvast staal koudgewalst        | 860                      |
| Hogesterktestaal                   | 760                      |
| Staal                              | 420                      |
| Aluminium-legering (AlMg4,5Mn0,7)  | 305                      |
| Messing                            | 250                      |
| Koper commercieel zuiver           | 220                      |
| Gietijzer 4.5% C                   | 170                      |
| Been                               | 130                      |
| Nylon, type 6/6                    | 75                       |
| Aluminium (zuiver 99,5%)           | 65                       |
| Grenenhout (parallel aan de vezel) | 40                       |
| Marmer                             | 15                       |
| Rubber                             | 15                       |
| Beton                              | 2                        |